# Lijst van rijksmonumenten in Rien
De plaats Rien telt 8 inschrijvingen in het rijksmonumentenregister. Hieronder een overzicht. 
| Object | Oorspronkelijke functie? | Bouwjaar  | Architect | Locatie      | Coördinaten?                 | Nr.?  | Afbeelding        |
| --- | ------------------------ | --------- | --------- | ------------ | ---------------------------- | ----- | ----------------- |
| Pand met negenruitsvensters onder schilddak met hoekschoorstenen met borden en versierde dakkapel                                                        | Woonhuis                 | 1850-1900 |           | Draversdyk 1 | 53° 5' 44" NB, 5° 39' 27" OL | 21549 | Meer afbeeldingen |
| Pand met negenruitsvensters en goot op klossen onder lang schilddak met twee hoekschoorstenen en dakkapel                                                | Werk-woonhuis            |           |           | Buorren 2    | 53° 5' 44" NB, 5° 39' 29" OL | 21550 | Meer afbeeldingen |
| Eenvoudig pand met zesruitsvensters onder schilddak | Woonhuis                 | 1850-1900 |           | Buorren 4    | 53° 5' 44" NB, 5° 39' 28" OL | 21551 | Meer afbeeldingen |
| Pand met ingang in het midden, zesruitsvensters en goot op klossen onder schilddak met hoekschoorstenen                                                  | Woonhuis                 | 1850-1900 |           | Buorren 6    | 53° 5' 44" NB, 5° 39' 27" OL | 21552 | Meer afbeeldingen |
| Pand tussen topgevels met vensters met roedeverdeling, kleine lichtopeningen met luiken, beitelingen en houten lijsten onder zadeldak met topschoorsteen | Werk-woonhuis            | 1800-1950 |           | Buorren 14   | 53° 5' 43" NB, 5° 39' 28" OL | 21553 | Meer afbeeldingen |
| Voorm. kaaspakhuis onder schilddak met op de verdieping vier smalle vensters en in het midden een hijsluik onder segmentboog                             | Handel en kantoor        |           |           | Buorren 32   | 53° 5' 42" NB, 5° 39' 26" OL | 21554 | Meer afbeeldingen |
| Eenvoudig pandje onder voor afgeschuind zadeldak met dakkapel en schoorsteen                                                                             | Woonhuis                 |           |           | Buorren 42   | 53° 5' 41" NB, 5° 39' 26" OL | 21555 | Meer afbeeldingen |
| Pand met ingang in het midden onder schilddak met hoekschoorstenen en dakkapel                                                                           | Woonhuis                 |           |           | Buorren 50   | 53° 5' 41" NB, 5° 39' 25" OL | 21556 | Meer afbeeldingen |